# Anastasija Davydova
Anastasija Semёnovna Davydova (in russo Анастасия Семёновна Давыдова?; Mosca, 2 febbraio 1983) è una sincronetta russa, cinque volte medaglia d'oro alle Olimpiadi.

## Carriera
Il suo primo successo internazionale arrivò con la medaglia d'oro conquistata nel concorso a squadre durante i campionati europei di nuoto del 2000. L'anno dopo debuttò anche ai campionati mondiali vincendo nuovamente un oro nel concorso a squadre e ottenendo un argento nel duo. La sua definitiva consacrazione avvenne con le vittorie ai Giochi olimpici che, con i cinque ori conquistati in totale, la resero l'atleta più premiata nella storia del nuoto sincronizzato. Fu per quattro volte consecutive campionessa mondiale nel duo dal 2003 al 2009.
La sua ultima apparizione sportiva coincise con i Giochi di Londra 2012.

## Palmarès
In carriera ha ottenuto i seguenti risultati:
Giochi olimpici
Coppie
- Oro a Atene 2004
- Oro a Pechino 2008

A squadre
- Oro a Atene 2004
- Oro a Pechino 2008
- Oro a Londra 2012

Mondiali di nuoto
Coppie
- Argento a Fukuoka 2001
- Oro a Barcellona 2003
- Oro a Montreal 2005
- Oro nel tecnico a Melbourne 2007
- Oro nel libero a Melbourne 2007
- Oro nel tecnico a Roma 2009

A squadre
- Oro a Fukuoka 2001
- Oro a Barcellona 2003
- Oro a Montreal 2005
- Oro nel combinato a Montreal 2005
- Oro nel combinato a Melbourne 2007
- Oro a Roma 2009
- Oro nel tecnico a Shanghai 2011
- Oro nel libero a Shanghai 2011
- Oro nel combinato a Shanghai 2011

Europei di nuoto
Coppie
- Oro a Berlino 2002
- Oro a Madrid 2004
- Oro a Budapest 2006

A squadre
- Oro a Helsinki 2000
- Oro a Berlino 2002
- Oro a Madrid 2004
- Oro nel combinato a Budapest 2006

## Riconoscimenti
- LEN Award: 2008